# 約翰·奎勒·羅威特
約翰·奎勒·羅威特（英語：John Quiller Rowett，1874年—1924年），英國烈酒工業企業家。第一次世界大戰後，他是一位著名的公共和慈善事業家。並贊助其德威大學同學歐內斯特·沙克爾頓的沙克爾頓-羅威特探險。
沙克爾頓死後，羅威特獲得1916年沙克爾頓搭乘的「詹姆斯·凱爾德」號，並展出於德威大學。它也是羅威特研究機構——現阿伯丁大學動物營養研究實驗室的共同創辦人，及當地醫院慈善機構的贊助者。1924年，他因為其公司業績持續下滑而自殺。